# Henry Crumpe
Henry Crumpe (fl.1380–1401) war ein anglo-irischer Zisterzienser.

## Leben
Crumpe war ein in Oxford ansässiger Geistlicher aus Irland. Er schrieb Predigten gegen John Wycliffes Ansichten über die Herrschaft, wurde jedoch später von der Kirche verurteilt, da seine Ansichten über das Sakrament als zu nahe an Wycliffes Ansichten angesehen wurden. Ihm wird zugeschrieben, Wycliffes Anhänger Lollarden genannt zu haben.
Crumpe wurde 1382 eine Zeit lang von allen Lehrtätigkeiten und Disputationen suspendiert. Anschließend kehrte er nach Irland zurück, wo er gegen die pastoralen Privilegien der Bettelorden predigte, insbesondere gegen ihren Einsatz als Beichtväter. Dies führte dazu, dass der Dominikanerbischof von Meath, William Andrew, Crumpe 1385 der Ketzerei anklagte.
1391 kehrte Crumpe nach Oxford zurück, wo er erneut in Kontroversen verwickelt wurde. Er wurde vor den Königsrat gebracht und im Mai 1392 von einer Kommission, zu der auch die Erzbischöfe von York (Thomas Arundel) und Canterbury (William Courtenay) gehörten, verurteilt. Nach erneuter Suspendierung kehrte er nach Irland zurück, wo er seine Auseinandersetzungen gegen die Mönche wieder aufnahm. Im Jahr 1401 verbot ihm der Papst, zu diesem Thema zu predigen.

## Werke
John Bale hat ihm die folgenden Werke zugeschrieben:
- Determinaciones scholasticae
- Contra religiosos mendicantes
- Contra objecta